# Військова реформа (1924—1925)
Військова реформа 1924—1925, реформа 1924—1928 в СРСР — корінна реорганізація всієї системи військового будівництва, приведення її у відповідність до вимог радянської воєнної доктрини. Основними заходами реформи були: запровадження змішаної (територіально-міліційної та кадрової) системи комплектування військ, створення національних військових формувань, перебудова органів військового управління, зміни організайійно-штатної структури частин та з'єднань, перебудова системи підготовки військових кадрів, запровадження єдиноначальності тощо.
Національне військове будівництво в УСРР у ході втілення реформи здійснювалося спочатку на основі 5-річної програми (1924), потім – 6-річного плану (1927) організації національних формувань. В Українському військовому окрузі існувало 6 українізованих стрілецьких дивізій, кілька німецьких, татарських підрозділів, національних військових шкіл (Червоних старшин у Харкові, Українська кавалерійська школа у Зінов'євську, теперішній Кропивницький). Вживалися заходи щодо політичної підготовки військовослужбовців із вживанням національних мов, з огляду, однак, на обмеження процесу націоналізації військ в УСРР і взагалі в СРСР. В радянській історіографії межі військової реформи окреслювалися 1924–25.